# Kádas Rudolf
Kádas Ferenc Rudolf (Jászó, 1816. január 24. – Peceszentmárton, 1880. február 2.) bölcseleti doktor, premontrei rendi kanonok, királyi tanácsos és tankerületi főigazgató.

## Élete
Elemi iskoláit és az első gimnáziumi osztályt szülőföldjén atyja házánál, a többi osztályokat pedig Kassán és Lőcsén| végzete. 1832-ben Jászón a premontrei kanonokrendbe lépett; ugyanott tanulta a pedagógiát és filozófiát. A hittudományok hallgatása végett a rend részéről Pestre a központi papnevelőbe küldetett; itt a kötelezett tantárgyakkal való foglalkozás mellett a növendékpapság magyar iskolájának egyik buzgó munkása volt. 1837-ben bölcseletdoktori oklevelet nyert. Tanpályája befejeztével 1839-ben a rend tagjává avattatott és október 16-án áldozópappá szenteltetett Kassán. Tanári hivatalát 1840-ben a kassai tankerületi királyi nemes nevelőintézetben, mint tanulmányi felügyelő kezdette meg; 1843-ban a rozsnyói gimnáziumba tétetett át és innét 1844-ben a nagyváradi királyi akadémiához a bölcselet rendes tanárának neveztetett ki, hol egyszersmind a hitszónoki s tanári széket is 1846-tól helyettesi minőségben betölté. Az új tanrendszer következtében a bölcseleti tanosztályoknak főgimnáziumba 1851-ben történt beolvasztása után, ugyanott mint a VIII. osztály vezértanára a bölcseleti propedeutikát és a görög irodalmat adta elő 1856-ig; ez év augusztus havától kezdve Pesten a Szent István Társulatnál mint aligazgató működött. Tudományos tapasztalatok szerzése végett az iskolai szünidőket többnyire utazásokra használta fel; részt vett a magyar természetvizsgálók kassa-eperjesi (1846) és soproni (1847) gyűléseiben; 1845-ben bejárta Erdélyországot és Németország egyéb tartományait, 1850-ben pedig Tirolt és Olaszországot. 1861 júliusában a győri tankerület királyi főigazgatója s 1862-ben királyi tanácsos lett. 1872-ben nyugalomba vonult Peceszentmártonba, hol 1880. február 2-án meghalt.
Cikkeket írt a Religióba (1850-56. Tanreform körüli nézetek, Egy szerzetes eszmetöredékei, A lelki szent gyakorlatok haszna tanintézetünkben, A szerzetes kanonokok, különösen a prémontrei rendűek keletkezése, Történeti adatok a Szent István első vértanúról czímzett nagyvárad-hegyfoki prépostságról); a Danielik Emlékkönyvébe (Pest, 1852. I. A szerzetesek iskolai működése elleni panaszokról); a nagyváradi gymnasium Évkönyvében (1851. Az új tanrendszer főelőnyéről); a Pesti Naplóba (1857-61. politikai cikkek és könyvism.), a Magyar Sajtóba (1857. 126., 127. Lonovics, Népszerű Archaeol. ism.); Az Egyetemes Magyar Encyclopaediába (Pest, 1860-tól 153 történelmi, földrajzi s bölcseleti cikket írt.)

## Művei
- Illustr. ac. Rev. Domino Joanni Nep. Dercsik, electo episcopo Pristinensi, ad excelsum consilium reg. locumtenent. Hung. consiliario, ad capessenda dignitatis munia discedenti, grati alumni seminarii generalis Pestinensis. Pestini. 1837
- Lelki kalauz imákban és énekekben. Nagyvárad, 1848 (és Uo. 1860. Imák és énekek a ker. kath. tanuló ifjak számára cz.)
- Felséges Ferencz József császár és apostoli király legkegyelmesebb Urunknak, a jászói prépostságot boldogító legmagasabb látogatása alkalmával legmélyebb tisztelettel hódol a jászói prémontrei kanonokrend 1857, Pest 1857
- Dalkoszorú, melyet főmagasságú és főtiszt. nagykéri Scitovszky Ker. János úrnak, bibornok- s magyarország herczegprimásának aranymiséje örömünnepén mély tisztelettel nyújt a jászóvári prémontrei kanonokrend 1859. nov. 6. Uo. 1859
- Cantu Caeser Világtörténelme VII. kötetének ford. Pest, 1862–63

Szerkesztette a Katholikus Néplapot 1857. nov. 4-től 1862. júl. 31-ig és a Religiót 1859. dec. Pesten.